# Brabersweg
Brabersweg is een gehucht in de Hoeksche Waard in de Nederlandse provincie Zuid-Holland. Het dorp ligt in het westen van de gemeente Hoeksche Waard nabij Oud-Beijerland.